# سينارة أليفة الصنوبر
سينارة أليفة الصنوبر (الاسم العلمي: Cinara piniphila) هي نوع من الحشرات يتبع جنس السينارة من الفصيلة المنية.